# Retrato de Família (Voyager)
O Retrato de Família ou Retrato Planetário é uma imagem do sistema Solar fotografada pela sonda espacial Voyager 1 em 14 de fevereiro de 1990. A imagem é um mosaico composto de 60 quadros individuais, as últimas imagens capturadas pelo programa Voyager. A imagem da Terra foi utilizada no livro Pálido Ponto Azul do célebre astrônomo Carl Sagan, o que contribuiu para popularizar o Retrato. Sagan, que também foi membro da equipe encarregada das imagens capturadas pelo programa Voyager, teve um grande protagonismo nos esforços para incluir estas fotos nos planos da missão.
As imagens foram capturadas de uma distância aproximada de 40 UA, ou 6 bilhões de quilômetros, da Terra e a um ângulo de 32° sobre o plano eclíptico. A sonda Voyager 1 foi escolhida para fazer este mosaico devido à sua trajetória a colocar acima do plano do sistema solar, diferente da Voyager 2, permitindo mostrar Júpiter por uma perspectiva que não era ofuscada pelo Sol.
No mosaico é possível observar seis corpos celestes, da direita para esquerda: Netuno, Urano, Saturno, Vênus, a Terra e Júpiter. Devido à distância, resolução e proximidade do Sol, não foi possível capturar Marte ou Mercúrio. A Terra, inclusive, quase foi ofuscada por um raio de difração.
A imagem não aparenta ser natural, já que as fotografias foram tomadas em exposições distintas uma das outras e com diferentes filtros a fim de ressaltar o máximo de detalhes possíveis. O Sol, por exemplo, foi fotografado com um filtro mais escuro fazendo com que menos luz entre pela câmera para evitar danos no equipamento.